# American Idiot: The Original Broadway Cast Recording
American Idiot: The Original Broadway Cast Recording es un álbum del musical de American Idiot de la banda de punk rock estadounidense Green Day, lanzado el 13 de abril de 2010 por Reprise Records.
En septiembre de 2009, American Idiot comenzó su recorrido en el teatro Berkeley Repertory Theatre de California, y después de dos prórrogas, se trasladó al Teatro St. James en Broadway.
El primer sencillo del álbum, 21 Guns fue lanzado el 3 de diciembre de 2009. En el álbum también se incluye la canción When It's Time, una canción inédita escrita por Billie Joe Armstrong. Dos versiones de la misma aparecen en el álbum, una realizada por el musical de Brodway y una de Green Day. El álbum fue lanzado originalmente en el sitio web mtv.com el 13 de abril de 2010 y fue lanzado en CD el 20 de abril de 2010. Una versión en vinilo del álbum fue lanzada el 13 de julio de 2010.
El álbum debutó en el # 43 en el Billboard 200, convirtiéndose en una de las bandas sonoras musicales más gráficas, y ha vendido más de 40.000 ejemplares a partir de agosto de 2010.

## Canciones
Todas las letras escritas por Billie Joe Armstrong, excepto donde se indica, toda la música compuesta por Billie Joe Armstrong, Mike Dirnt y Tré Cool, organizado por Tom Kitt. 
| Disc 1 | |                                                                                  |          |  |
| N.º    | Título | Artista                                                                          | Duración |  |
| 1.     | «American Idiot» | Cast of American Idiot                                                           | 3:05     |  |
| 2.     | «Jesus of Suburbia I. Jesus of Suburbia II. City of the Damned III. I Don't Care IV. Dearly Beloved V. Tales of Another Broken Home» | John Gallagher Jr., Michael Esper, Stark Sands, Mary Faber & Company             | 9:07     |  |
| 3.     | «Holiday» | John Gallagher Jr., Stark Sands, Theo Stockman & Company                         | 4:07     |  |
| 4.     | «Boulevard of Broken Dreams» | John Gallagher Jr., Rebecca Naomi Jones, Stark Sands & Company                   | 4:22     |  |
| 5.     | «Favorite Son» | Joshua Henry, Mary Faber & Company                                               | 2:40     |  |
| 6.     | «Are We the Waiting» | Stark Sands, Joshua Henry & Company                                              | 2:53     |  |
| 7.     | «St. Jimmy» | John Gallagher Jr., Declan Bennett, Theo Stockman, Tony Vincent & Company        | 2:46     |  |
| 8.     | «Give Me Novacaine» | Michael Esper, Stark Sands & Company                                             | 3:33     |  |
| 9.     | «Last of the American Girls/She's a Rebel»                                                                                           | John Gallagher Jr., Gerard Canónico, Rebecca Naomi Jones, Tony Vincent & Company | 2:22     |  |
| 10.    | «Last Night on Earth» | Tony Vincent, Rebecca Naomi Jones, Mary Faber & Company                          | 4:16     |  |
| 11.    | «Too Much Too Soon» | Theo Stockman, Michael Esper, Mary Faber & Alysha Umphress                       | 2:40     |  |

| Disc 2 | |                                                             |          |  |
| N.º    | Título | Artista                                                     | Duración |  |
| 12.    | «Before the Lobotomy» | Stark Sands, Chase Peacock, Joshua Henry & Ben Thompson     | 1:40     |  |
| 13.    | «Extraordinary Girl» | Christina Sajous, Stark Sands & Company                     | 3:27     |  |
| 14.    | «Before The Lobotomy (Reprise)» | Stark Sands, Chase Peacock, Joshua Henry & Ben Thompson     | 1:14     |  |
| 15.    | «When It's Time» | John Gallagher Jr.                                          | 2:40     |  |
| 16.    | «Know Your Enemy» | Tony Vincent, Michael Esper, John Gallagher Jr. & Company   | 2:07     |  |
| 17.    | «21 Guns» | Rebecca Naomi Jones, John Gallagher Jr. & Company           | 4:45     |  |
| 18.    | «Letterbomb» | Rebecca Naomi Jones, Mary Faber, Christina Sajous & Company | 3:24     |  |
| 19.    | «Wake Me Up When September Ends» | John Gallagher Jr., Michael Esper, Stark Sands & Company    | 4:46     |  |
| 20.    | «Homecoming I. The Death of St. Jimmy II. East 12th St. III. Nobody Likes You (letra: Mike Dirnt) IV. Rock and Roll Girlfriend (letra: Tré Cool) V. We're Coming Home Again» | Tony Vincent, John Gallagher Jr., Theo Stockman & Comapny   | 9:39     |  |
| 21.    | «Whatsername» | John Gallagher Jr.                                          | 4:05     |  |
| 22.    | «When It's Time (Versión de Green Day)» | Green Day                                                   | 3:23     |  |

Las canciones se dividen en dos discos, aunque en la portada no hay mención de esto y las canciones aparecen listadas desde la 1 a la 22. Adicionalmente, la canción Good Riddance (Time Of Your Life) no aparece en el álbum, aunque la misma es usada para el cierre de la obra de teatro.

## Contenido
El musical del álbum de American Idiot ha marcado un récord de taquilla en Broadway, donde subió al escenario el 21 de abril de 2010, y de acuerdo con el Wall Street Journal, el musical ganó sólo en la primera semana $ 777.860 dólares.
Los productores del espectáculo han señalado también que la cantidad de dinero podría haber sido aún mayor, debido a que muchos boletos fueron regalados como parte de promociones. Hasta la fecha, todos los espectáculos presentados en Brodway se han agotado.
En las primeras presentaciones del musical sorprendentemente Billie Joe Armstrong ha tocado en el teatro la canción Basket Case, el primer gran éxito de la banda incluido en el álbum Dookie, en 1994 y el tercero publicado por el grupo.

## Personal
Producción
- Billie Joe Armstrong - productor
- Michael Mayer - director
- Chris Lord-Alge – mezclas
- Adam Fair - mezclas adicionales
- Chris Dugan – ingeniero
- Brad Kobylczak – ingeniero
- Ian Shea; Lee Bothwick; Denny Muller – asistentes
- Ted Jensen – remasterización
- Bill Schneider; Micah Chong – supervisores de guitarra
- Kenny Butler, Mike Fasano – supervisor de batería

Diseño artístico
- Chris Bilheimer – diseñador
- Doug Hamilton; Kevin Berne – fotógrafo

### Personal musical
Personajes
- John Gallagher Jr. (Johnny)
- Michael Esper (Will)
- Stark Sands (Tunny)
- Tony Vincent (St. Jimmy)
- Rebecca Naomi Jones (Whatsername)
- Mary Faber (Heather)
- Christina Sajous (The Extraordinary Girl)
- Joshua Henry (Favorite Son)
- Theo Stockman (The Representative of Jingletown/ "Too Much Too Soon"
- Alysha Umphress ("Too Much Too Soon")

Vestuario
- Declan Bennett
- Andrew Call
- Gerard Canónico
- Miguel Cervantes
- Van Hughes
- Brian Charles Johnson
- Joshua Kobak
- Lorin Latarro
- Omar Lopez-Cepero
- Leslie McDonel
- Chase Peacock
- Ben Thompson
- Alysha Umphress
- Aspen Vincent
- Libby Winters

## Posicionamiento en listas
| Listas (2010)             | Posición |
| ------------------------- | -------- |
| Billboard 200             | 43       |
| Billboard Top Cast Albums | 1        |
| Austria Albums Top 75     | 15       |
| Greece Albums Chart       | 32       |
| Italian FIMI top 100      | 48       |
| Swedish Albums Chart      | 46       |
| German Albums Chart       | 70       |